# アンナ・マリア・ミューエ
アンナ・マリア・ミューエ（Anna Maria Mühe, 1985年7月23日 - ）は、ドイツの女優。

## 人物
日本では、ダニエル・ブリュール主演の映画『青い棘』で知られる。父親は『善き人のためのソナタ』で知られる俳優ウルリッヒ・ミューエ、母親は女優のイェニー・グレルマン。『青い棘』での演技により、コペンハーゲン国際映画祭最優秀女優賞を受賞。『Novemberkind』によりドイツ映画賞、主演女優賞ノミネート。

## 出演作品
- ビタースウィート Große Mädchen weinen nicht (2002)
- 青い棘 Was nützt die Liebe in Gedanken (2004)
- Novemberkind (2008)
- 血の伯爵夫人 The Countess (2009) ※日本劇場未公開、WOWOWで放映
- グリム童話・知恵ある農家のむすめ Die kluge Bauerntochter (2009) ※テレビ映画
- ノンストップ・バディ 俺たちには今日もない Nicht mein Tag (2014) ※日本劇場未公開、WOWOWで放映
- 5パーセントの奇跡 〜嘘から始まる素敵な人生〜 Mein Blind Date mit dem Leben (2017)